# Davis Valley
Das Davis Valley ist ein eisfreies Tal im westantarktischen Queen Elizabeth Land. Im nordöstlichen Dufek-Massiv der Pensacola Mountains liegt es unmittelbar östlich des Gebirgskamms Forlidas Ridge.
Der United States Geological Survey kartierte das Tal anhand eigener Vermessungen und Luftaufnahmen der United States Navy aus den Jahren von 1956 bis 1966. Das Advisory Committee on Antarctic Names benannte es 1968 nach Edward H. Davis, Baumechaniker auf der Ellsworth-Station im antarktischen Winter 1957.